# فاکهه الخلفا و مفاکهه الظرفا
فاکهه الخلفا و مفاکهه الظرفا کتابی به زبان عربی اثر شهاب‌الدین ابن عربشاه است. وی. شووین (V. Chauvin)، کتابشناس آلمانی، نخستین فردی بود که تشخیص داد این کتاب ترجمه‌ای از کتاب مرزبان‌نامه است که ابن عربشاه بدون ذکر منبع خود، آن را به عربی اقتباس کرده‌است. هوتسما، مستشرق آلمانی، این ترجمه را یک سرقت ادبی می‌داند. شهاب‌الدین ابن عربشاه این کتاب را در سال ۸۵۲ هجری (۱۴۴۸ میلادی) بر اساس ترجمهٔ ترکی مصطفی شیخ‌اوغلو (دستور شاهی فی حکایت پادشاهی که خود از روی مرزبان‌نامه وراوینی تألیف شده) نوشت.: بز  از آنجا که غالب شعرها و امثال عربی که سعدالدین وراوینی در مرزبان‌نامه آورده عیناً در این نسخهٔ عربی تکرار شده‌اند، مشخص است که این ترجمه‌ها بر اساس نسخهٔ وراوینی است؛ و نه روضة العقول.: بح  ترجمهٔ عربی ابن عربشاه یک ترجمهٔ آزاد از مرزبان‌نامه است. همچنین ترجمه‌ای دیگر از مرزبان‌نامه با نثری ساده را به ابن عربشاه نسبت داده‌اند که نسخه‌ای از آن کشف نشده‌است.

## محتوا
باب‌های این نسخه به ترتیب عبارتند از:
1. فی تسمیته و سبب وضعه
2. فی ذکر العالم و الفریت
3. فی ذکر احوال الثعلبین
4. فی ذکر الکلب المسمّی بالذکی و العنز
5. فی ذکر السبع و سلطان الافیال
6. فی ذکر وقائع الجمل و الاسد
7. فی ذکر العقاب و الحجلتین
8. فی ذکر معامله الاحباب[۳]: بز-بح